# Município de Augusta (condado de Carroll, Ohio)
Localização do Ohio nos E.U.A.
O município de Augusta (em inglês: Augusta Township) é um município localizado no condado de Carroll no estado estadounidense de Ohio. No ano 2010 tinha uma população de 1619 habitantes e uma densidade populacional de 22,46 pessoas por km².

## Geografia
O município de Augusta encontra-se localizado nas coordenadas 40° 41′ 11″ N, 81° 02′ 28″ O. Segundo a Departamento do Censo dos Estados Unidos, o município tem uma superfície total de 72.09 km², da qual 72,09 km² correspondem a terra firme e (0 %) 0 km² é água.

## Demografia
Segundo o censo de 2010, tinha 1619 pessoas residindo no município de Augusta. A densidade de população era de 22,46 hab./km².